# Internationella glädjedagen
Internationella glädjedagen är en av Förenta nationernas internationella dagar. Den  instiftades år 2012 på initiatativ av Bhutan, som sedan 1970-talet har praktiserat begreppet bruttonationallycka, och firas den 20 mars varje år. Dagen uppmärksammar lyckans betydelse för alla människor och FN   
uppmuntrar alla att delta i firandet av Internationella glädjedagen.

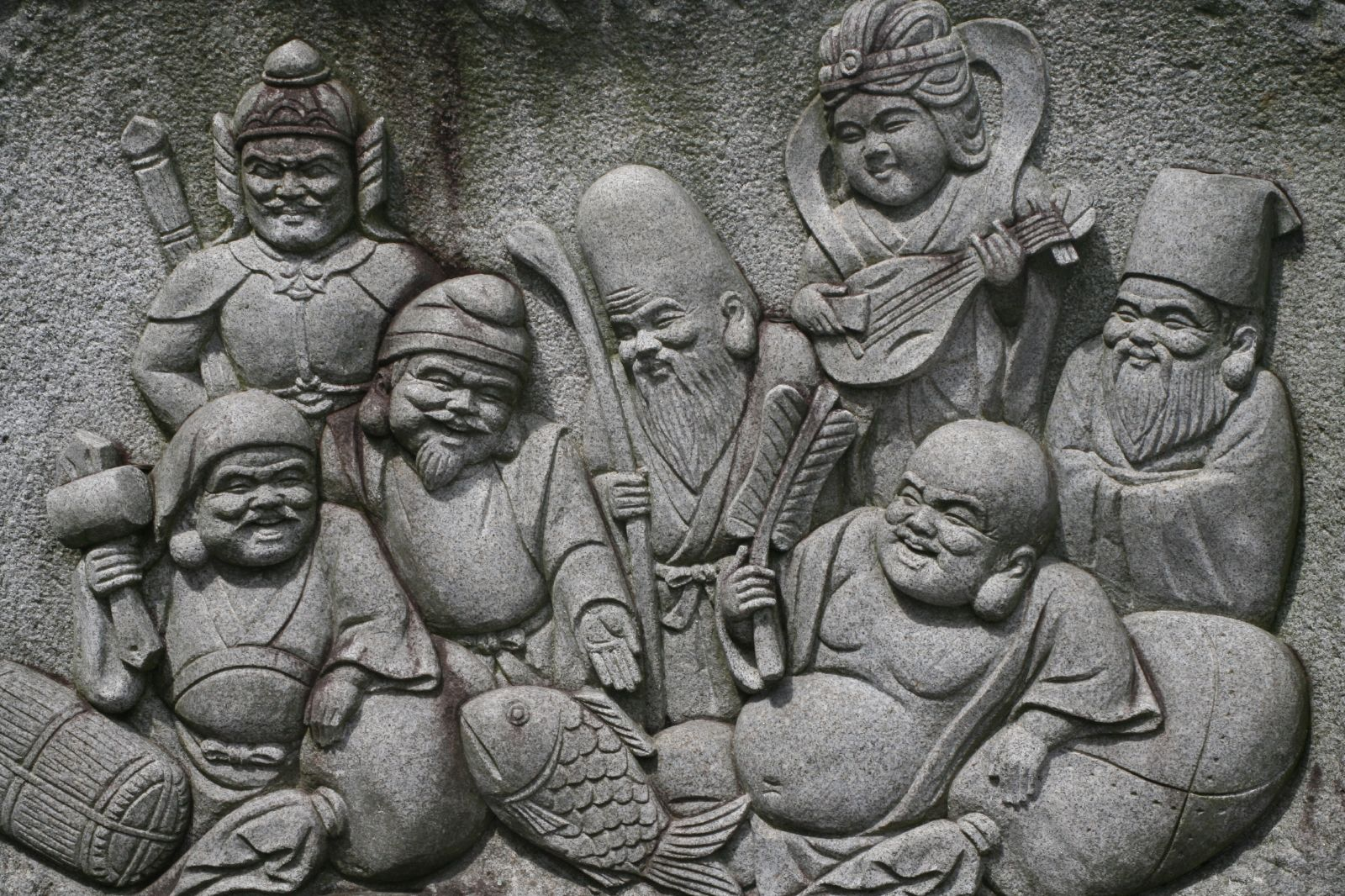
Sju japanska lyckogudar kända från japansk mytologi.

Den 22 januari 2013 betonade FN:s dåvarande generalsekreterare Ban Ki-moon i sitt tal till FN:s generalförsamling att mänskligheten skall samarbeta för att lösa sina problem och försöka skapa ett lyckligt samhälle.
Tio steg mot global lycka 2021 enligt FN:
1. Gör saker som gör dig lycklig
2. Berätta för andra
3. Fira och delta i World Happiness Contest
4. Gör andra lyckliga
5. Fira ofta
6. Dela det som gör dig lycklig på sociala medier
7. Sprid information om FN:s beslut
8. Tillsammans skall vi utveckla FN:s globala målen för hållbar utveckling
9. Njut av naturen
10. Anamma hedonism